# 乙型肝炎疫苗
B型肝炎疫苗（英語：Hepatitis B vaccine），常簡稱B肝疫苗。是用來預防B型肝炎的疫苗。第一劑建議於出生後的24小時內就注射，要視情況決定之後還須追加第二或第三劑。這包括免疫功能不全的患者：例如患有艾滋病的人，或是早產兒。若是身心健康且有定期接種疫苗，則保護力可高達95% 。
高風險族群會建議進行血液檢測以確認疫苗的效用。有免疫功能問題的病人可能有追加注射疫苗的必要，但一般民眾則大多不需要。曾受到B型肝炎病毒感染且尚未有健全免疫力的病患，之後追加施打的疫苗應增加B型肝炎免疫球蛋白，此疫苗會經由肌肉注射的方式接種。
B型肝炎疫苗較少會引發嚴重的副作用，在注射的當下可能會感到些許疼痛。在懷孕或是哺乳期間依舊可以施打疫苗。並沒有證據顯示B肝疫苗和格林-巴利症候群有相關性 。現今使用的疫苗是利用DNA重組技術製成的，可以單獨使用或和其他疫苗混合施打。
第一種B肝疫苗是在1981年經美國核准，1986年另一種更加安全的疫苗获批上市，均由美国微生物学家莫里斯·希勒曼的团队研发。由于乙肝可引发肝癌，该疫苗也被视为首款抗癌疫苗，获得广泛使用。目前此藥名列世界衛生組織基本藥物標準清單內，同時也是基礎醫療裡很重要的藥物之一。2014年單劑的量販價介於0.58至13.20美元間，在美國的售價則落在50到100美元的區間內。

## 疫苗介绍

### 免疫机制
疫苗包括一種病毒包膜蛋白，也就是乙肝表面抗原（HBsAg），目前是基因工程改造过的（乙肝酵母转基因重组疫苗），可以產生乙肝表面抗原的酵母製造。之後免疫系統會產生B肝表面蛋白的抗體（anti-HB），抗體及免疫系統的記憶性讓人體可以對抗B型肝炎。

### 接种对象
若母親為B型肝炎帶原者，嬰兒會在出生24小時內接種B型肝炎疫苗，並注射B型肝炎免疫球蛋白（HBIG），若出生後臨床狀況穩定則越早注射越好。現今很多國家注射疫苗以對付B型肝炎。有很多國家B型肝炎感染的機率較高，新生兒接種B型肝炎疫苗不只可以降低感染的風險，也顯著的減少了肝癌的病例。像台灣1984年實施的B型肝炎接種計劃也和其兒童肝癌發生率的下降有關。
在英國，會提供B型肝炎疫苗給男男性接觸人群，這是性健康檢查的一部分，在愛爾蘭也有類似的措施。許多地區的所有醫療護理人員及相關實驗室人員，都要接受B型肝炎疫苗接種。美国疾病控制与预防中心建議糖尿病病患都接受B型肝炎疫苗接種。

### 疫苗效用
在首次完成三劑B型肝炎疫苗注射後一到四個月會抽一次血，檢驗B型肝炎病毒表面抗體（anti-hepatitis B surface antigen antibody(anti-Hbs)）的數值是否超過100 mIU/ml：超過則代表個體對疫苗已經產生適當的免疫反應，通常百分之85到90的人注射完疫苗後會產生反應。B型肝炎表面抗體數值介在10 到 100 mIU/ml 之間視為對疫苗反應不佳，這些人需要在檢驗出來後再額外注射一劑疫苗，但不需要隔一段時間後再抽血評估。
B型肝炎表面抗體數值落在10 mIU/ml以內表示個體對疫苗不反應，這些人在抽血檢查以排除是否過去曾感染B肝或現在正處於感染階段，並且接受額外三劑B型肝炎疫苗注射，注射完成後經一到四個月再抽血檢測B型肝炎表面抗體數值。那些在第二次疫苗注射療程後依舊對疫苗沒有反應的人，可能會對皮內注射、高劑量疫苗，或是A型B型肝炎結合疫苗有反應，而對疫苗依舊沒有反應的人如果之後暴露到B型肝炎病毒，會需要注射B型肝炎免疫球蛋白（HBIG）。
對疫苗反應不佳的人通常是因為以下因素：超過40歲、肥胖、抽菸或酗酒，尤其是有嚴重肝病患者。 免疫抑制的病人或接受腎臟透析的病人也可能對疫苗反應較差或需要更大劑量、頻率的疫苗注射。至少已有一個研究指出，B型肝炎的疫苗在HIV患者體內較難生效。

### 保護期
目前認為疫苗只能提供五到七年的免疫保護，但隨後發現人體免疫記憶功能會發展出長期免疫。長期免疫會長久維持而不受體內抗體減少的影響，因此在疫苗成功建立對B型肝炎病毒免疫功能的個體中，終生不需要再做抗體數值追蹤及補打疫苗。在長期實驗中，那些施打疫苗一開始即有適當抗體數量的個體，疫苗保護力至少維持25年。英國的指導方針建議對於需要持續保護力的人群，例如醫藥衛生工作者，至少每五年施打一劑疫苗。

### 副作用
近來有多項研究聚焦在觀察成人施打重組B型肝炎疫苗與多發性硬化症（MS）間的關連。大部分已發表的科學研究多數都不認為B型肝炎疫苗和脫髓鞘疾病（如：多發性硬化症）有任何關係。只有一篇發表於2004年的研究顯示，在注射疫苗後的三年內，發病的機率有顯著提昇。這當中有部分研究所採用的方法是飽受批評的。而這樣的爭議也誤導大眾對於注射B肝疫苗的想法，在少數幾個國家，孩童中有施打B肝疫苗的人數依舊偏低。2006年的另一篇研究得出的結論是，並沒有任何證據證明B肝疫苗和嬰兒猝死症、慢性疲勞症候群或是多發性硬化症之間有任何關係。於2007年公佈的研究認為，B肝疫苗並不會增加幼童時期罹患初期多發性硬化症的風險。2009年有一項研究針對B型肝炎疫苗和中樞神經炎症性脱髓鞘病間的關係進行研究，發現B型肝炎疫苗其實是相對安全的，真正有疑慮的是安在時（Engerix B vaccine）疫苗似乎會增加男嬰罹患中樞神經炎症性脱髓鞘病的風險，且高達三倍之多。但該研究也被批評，所用的研究方法尚有待商榷。

## 生产厂商

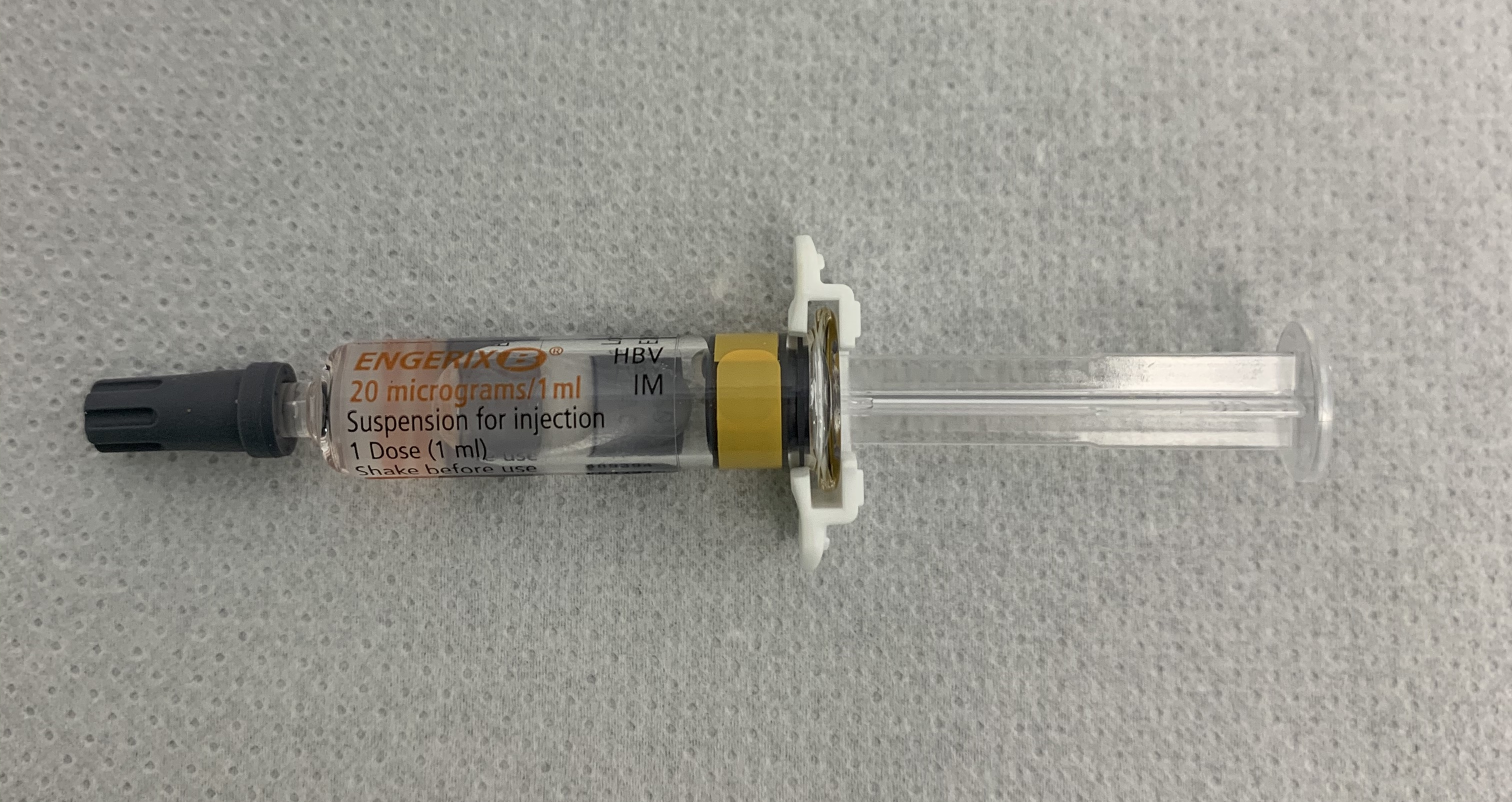
葛兰素史克生产的乙肝疫苗（Engerix-B）

目前常見的商品名包括（这些疫苗都是經肌肉注射）：
- Recombivax HB （美国默克藥廠）
- Engerix-B（英国葛兰素史克）
- Elovac B （Human Biologicals Institute，Indian Immunologicals Limited的子公司）
- Genevac B （印度血清研究所）
- Shanvac B

世界衛生組織也推荐可使用“五價疫苗（Pentavalent vaccine）”，混合了针对白喉、破傷風、百日咳、B型流感嗜血菌以及乙肝的疫苗。現階段還缺乏決定性的證據，來了解到底五價疫苗和其他這些疫苗的共同作用或是關係。

## 研发历史

### 早期研发
B型肝炎疫苗的開發是在1963年開始的，當時在大通福克斯癌症中心工作的醫師及遺傳學家巴鲁克·布隆伯格在一位澳大利亚原住民的血漿含有他稱為「澳洲抗原」（現在的乙肝表面抗原）的蛋白质，并发现在白血病患者与唐氏综合症患者的澳抗很普遍。1968年時，纽约血液中心的病毒學家阿爾弗雷德·卜林斯（Alfred Prince）发现一位病人输血前没有澳抗，输血后罹患肝炎并且有了澳抗，因此断定此蛋白質是導致「血清型肝炎」（B型肝炎）病毒的一部份。1969年10月，布隆伯格等人申请了疫苗生产专利，并在1971年左右引起了知名疫苗厂商默克药厂的兴趣。

### 人血灭活乙肝疫苗
美國默克藥廠的微生物家/疫苗學家莫里斯·希勒曼將血清和胃蛋白酶、尿素及甲醛混合後再過濾，得到的產物可以作安全的疫苗。希勒曼推測他可以將B肝表面蛋白質注射到病患體內作為疫苗。在理論上這相當安全，因為這些多餘的表面蛋白缺乏感染性病毒的DNA。免疫系統會識別這些蛋白質是外來物質，因此會產生特定形狀，可和蛋白質結合的抗體，用來摧毀這些蛋白質。因此以後若病患感染了B型肝炎，免疫系統可以及時產生保護性抗體，在病毒對人體有不良影響之前就破壞病毒。
希勒曼收集同性戀男性及娛樂性藥物使用者（已知較容易患病毒性肝炎的族群）的血液，當時是1970年代末期，醫學界還不知道HIV的存在，故血液樣本中除了B肝表面蛋白外，可能也包括HIV。希勒曼設計了一個有許多步驟的製程來純化血液，使其中只包括B肝表面蛋白，消滅了其中所有當時已知的病毒，希勒曼相信此疫苗是安全的。
用血液製成B肝疫苗進行的首次大規模臨床試驗，是以男同性戀者作為研究對象以對應他們所處在的高風險狀態的。但之後希勒曼的疫苗卻被誤認為引燃愛滋病散播的元兇，因此受到抨擊。雖然純化血液所取得的疫苗看起來十分可疑，但它卻的確絕對不含愛滋病毒，疫苗純化的過程已經消滅了所有的病毒——包含愛滋病毒在內，此疫苗也在1981年合法上市。

### 重组酵母乙肝疫苗

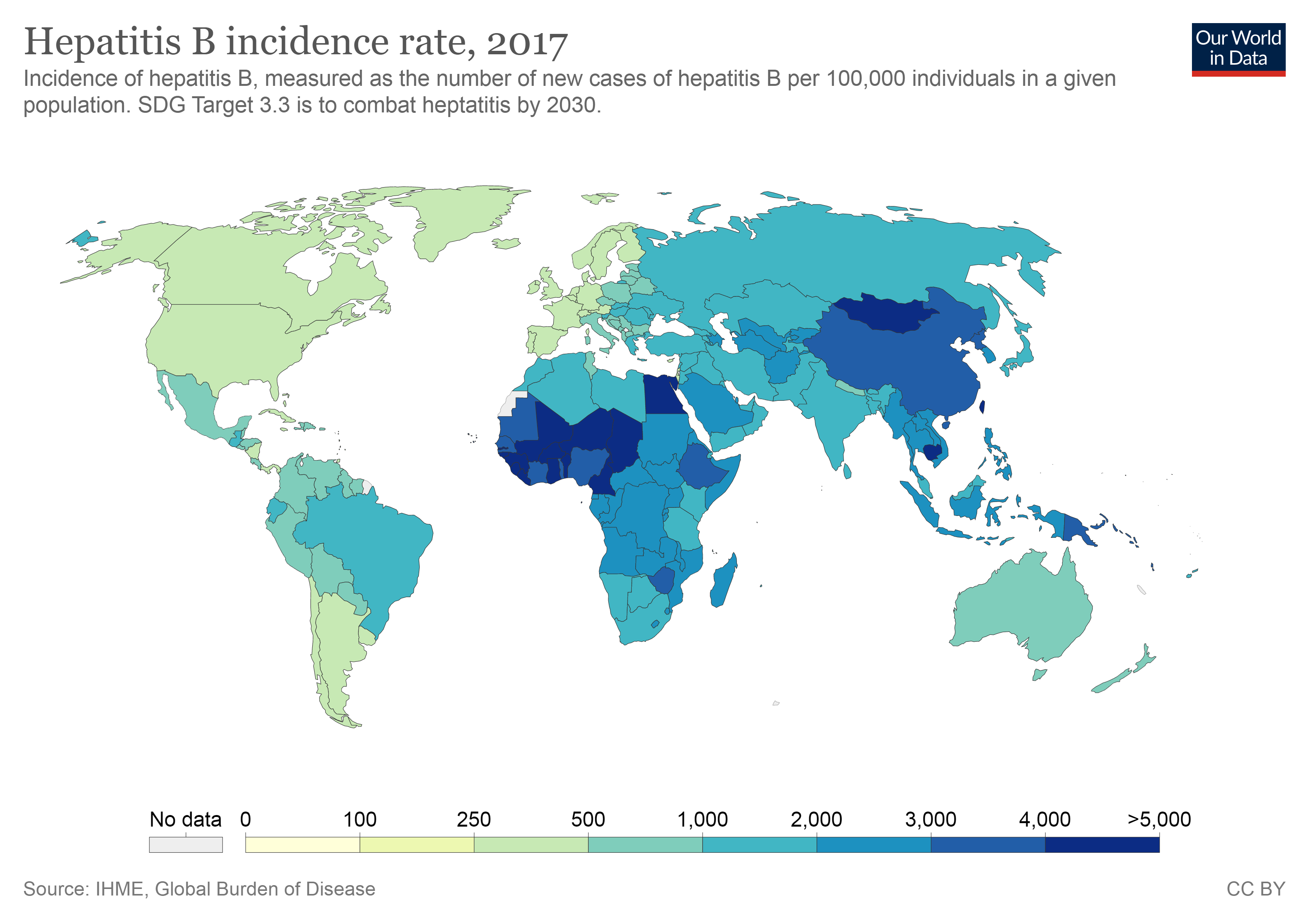
2017年全球乙型肝炎发病率地图

1980年代初，莫里斯·希勒曼的团队与加州大学旧金山分校、华盛顿大学的科学家展开合作，成功將B型肝炎抗原放進酵母中，製成了世界上第一劑重組疫苗（Hepatitis B recombinant），而由血液製成的B型肝炎疫苗则退出市場。其中，1981年，加州大学旧金山分校的威廉·J·鲁特、巴勃罗·DT·瓦伦苏埃拉以及加州大学伯克利分校的爱德华·彭霍特（Edward Penhoet）在旧金山湾区爱莫利维尔成立了奇龍公司，与默克藥廠展开合作。成重組疫苗的作法是將產生表面蛋白的基因放進釀酒酵母中，因此酵母只會產生不具感染性的表面蛋白，疫苗中不會有真正病菌的DNA。1986年7月，希勒曼等人研发的重组疫苗获得美国食品药品监督管理局（FDA）批准上市，且目前仍在使用。由于乙肝可引发肝癌，该疫苗也被视为首款人体的抗癌疫苗，获得广泛使用。

1976年，巴鲁克·布隆伯格获得诺贝尔生理学或医学奖（与研究库鲁病的丹尼尔·卡尔顿·盖杜谢克分享）。2002年，布隆伯格出版了《Hepatitis B: The Hunt for a Killer Virus》。依照保羅·奧菲特－撰寫莫里斯·希勒曼傳記的人，也是希勒曼熟識的疫苗學家－的說法：
「（布隆伯格）聲稱B型肝炎疫苗是他的貢獻，希勒曼的名字只提到了一次。布隆伯格沒有提到希勒曼才知道如何使B型肝炎病毒去活化，如何殺死其他污染的病毒、如何完全去除血液中其他的蛋白質，又維持表面蛋白的結構完整。布隆伯格識別出了澳洲抗原，這是很重要的第一步，但後面的這幾步（也是疫苗製造的關鍵）是希勒曼完成的。最後希勒曼提到：『我認為他（布隆伯格）有很大的功勞，可是他不認為其他人也有功勞。』」

### 中国大陆
1971年，文化大革命期间，许多科学研究、教育教学工作尚未恢复，时值中美关系、中日关系解冻。时任北京医学院副院长汉斯·米勒（德国犹太裔共产党员、医学博士，抗战时来华担任八路军军医，1951年加入中国籍）陪同妻子中村京子回日本探亲，考察了日本刚研制出的乙肝病毒检测和诊断技术，并带了几盒检测试剂回到中国，并立即召集会议，给北京医学院几个附属医院研究使用。1973年初，米勒等领导向中国政府申请，派遣北医人民医院陶其敏等前往日本学习最新的整套血凝法检测技术。。学成归国后，研究小组在少量人群中调查乙肝病毒感染情况，检测结果显示30人中有4个人澳抗阳性。很快，陶其敏等从日本带回来的检测板用完了，考虑到当时的国情，继续进口检测板很困难。陶其敏等开始用了4个月时间研制出乙肝检测试剂盒。1973年10月，陶其敏等到日本东京参加西太平洋肝炎实验室工作会议，带去了中国自研的乙肝检测试剂板通过了技术验证。试剂盒很快在全国推广，在全国举办检测培训班。根据大量的抽样检测，估算出当时中国澳抗阳性约有1.2亿人。
1975年4月，米勒、陶其敏等人注意到美国科学家莫里斯·希勒曼采用乙肝病毒感染者的血液制作血源乙肝疫苗的工作，在了解国外研究大体内容的基础上，对具体技术和工艺进行了摸索。7月1日，陶其敏、冯百芳等人的团队研制出中国大陆第一代血源性乙肝疫苗，被称为“7571疫苗”。8月29日，陶其敏、冯百芳等人在自己身上进行了人体试验，每天测量体温，每周抽一次血化验，三个月后抗体终于出现了。随后北医人民医院的许多领导干部、医护同事也积极加入疫苗接种试验，临床数据表明健康人群注射疫苗之后大部分人都产生了抗体。此后又对疫苗做了五次较大的改革，并先后在北京、江苏启东县（中国肝癌第一高发县）和广西南宁地区进行了小范围人群预防接种观测试验，抗体阳转率达到了92.3%。最终将疫苗技术转让给了卫生部长春生物制品研究所，全国约有四千万人接种该疫苗。中国成为世界上第三个研制成功乙型肝炎疫苗并用于人群的国家。2000年，“7571”疫苗停止使用。
1970、80年代，中国大陆出现乙肝疫情大爆发，全国约有1.2亿名乙肝病毒（HBV）携带者，占当时全球HBV携带者的三分之一，是全球乙肝疾病负担最严重的国家。按照世界卫生组织全球乙肝流行程度的划分标准，当时的中国大陆被列为“乙肝高流行地区”（人群HBsAg流行率≥8%）。
1988年9月，中国政府代表团赴美国，与默克药厂（默沙东公司）谈判重组酵母乙肝疫苗技术转让的细节。1989年9月，由美国默克药厂（默沙东）将重组酵母乙肝疫苗的技术转让给中方，收取700万美元作为培训中方人员和支付美方参与者劳务的成本，此外不再收取专利费和利润。1990年底，中方派出技术人员前往美国学习，而18个月后，美国的一批员工又来到中国，协助疫苗投产。1993年10月，北京生物制品研究所的重组酵母乙肝疫苗车间逐渐投产，此后深圳康泰生物制品的生产车间也投入生产。中国大陆成功生产出第一批“基因工程”乙肝疫苗，此后两家工厂年总产量为4000万剂，可满足中国大陆所有新生儿的接种需要。
2001年12月，中国卫生部和财政部联合下发了《将乙肝疫苗纳入儿童计划免疫的通知》，宣布自2002年起，乙肝疫苗被正式纳入全国儿童计划免疫范围。2005年6月1日起，开始实行《疫苗流通和预防接种管理条例》，规定所有国家免疫规划内的疫苗实施免费接种，中国新生儿乙肝疫苗预防接种实现了全部免费。

## 新型疫苗研究
因為針劑型的B型肝炎疫苗之製程與冷凍程序所費不貲，這使得此疫苗在開發中國家較不普及。有鑑於此，研究者已經開始進行生物工程研究，希望可以找出製作疫苗內所需成分的植物，日後人們只要藉著食用該植物就可得到如同接種疫苗的效果。馬鈴薯、香蕉、萵苣、胡蘿蔔以及煙草等植物都藉由基因工程改造來製作B肝疫苗的組成成分。
要製作疫苗所需的基因工程植物之製成程序包括；從B型肝炎的基因組中解讀出乙肝表面抗原的組成密碼，並以新的細菌質體取代之。該細菌會感染植物，接著再製造出表面抗原。當人們吃下植物後，身體就會自動產生對應表面抗原的抗體。現階段，可食用疫苗的功效仍有待提昇，而且每株植物的疫苗劑量更須調控，再來就是培育過程中土地的分配管控，但縱使有以上種種問題，科學家們依舊認為這對於讓B肝疫苗在相對落後國家的普及是一大福音。